# .hack//黃昏的腕輪傳說
《.hack//黃昏之腕輪傳說》是Project.hack中的漫畫以及動畫作品。原作是濱崎達也，作畫是依澄れい。動畫版是2003年1月8日至同年的3月26日，由東京電視台、愛知電視台、大阪電視台播放。全12話。

## 概要
遊戲版.hack的4年後，CC公司實施了一個可得到The World限定角色的抽獎活動。得獎者可得到“.hackers”成員「凱特」及「黑玫瑰」的人物角色。參加抽獎的國崎玲奈中獎後，邀請她的雙胞胎哥哥秀悟一起到“The World”進行遊戲。

## 登場人物

### 漫畫及動畫版共同角色
秀悟（DVD版翻譯）/修格（漫畫版翻譯） シューゴ（配音：皆川純子）
男性雙劍士。雙胞胎的哥哥國崎秀悟。因玲奈抽中限定角色而再次進入「The World」，過去因沒毅力而放棄「The World」。
自稱「已經從遊戲畢業」
抽中的角色是限定的「凱特」造型（不過色調跟原本的凱特有些微不同）
藉由奧拉的幫助得到了「凱特的腕輪」，可以進行對敵人的「資料吸收」以及對混沌之門用的「GATE HACKING」
動畫版為了將被困在「The World」的玲奈救出而開始進行冒險，也因為柯靡漾3世的關係而被碧衣騎士團通緝，在最後與放浪AI茉露蒂的改造怪物對戰，用「資料吸收」救了玲奈後跟玲奈用腕輪的力量來拯救整個「The World」
原作漫畫中是中學三年級，動畫版是中學二年級
台灣DVD版與Animax直接用片假名寫成的漢字（就是其本名「秀悟」）來翻譯
玲奈（DVD版翻譯）/蕾娜（漫畫版翻譯） レナ（配音：中原麻衣）
女性重劍士。雙胞胎的妹妹國崎玲奈。
抽中的角色是限定的「黑玫瑰」造型
動畫版被改造怪物攻擊而成為未歸還者，其意識被奧拉保護，而現實世界的身體也住進醫院。後來存在於未開放伺服器的玲奈被放浪AI茉露蒂放置於含有病毒的改造怪物上，在身體完全被病毒侵蝕後秀悟利用非常短的時間差使用「資料吸收」拯救了玲奈
原作漫畫中是中學三年級，動畫版是中學二年級
台灣DVD版與Animax直接用片假名寫成的漢字（就是其本名「玲奈」）來翻譯
米蕾優 ミレイユ（配音：松岡由貴）
女性咒紋士。自稱「珍寶獵人」。
本名是黒川深鈴，四歲卻有IQ200的天才兒童
凰花（配音：甲斐田幸）
女性拳鬥士，外號「神拳凰花」，最強的拳鬥士之一。米蕾優的朋友，喜歡找強勁的玩家或者怪物對戰。完完全全的大姊頭性格，由於是獸人族角色，所以可以便身為狼，以動物模樣初次與秀悟見面時深受秀悟喜愛
現實生活中是住在都內女大學生，以家庭教師為工作，跟遊戲中的她性格相反，舉止優雅端莊，而且還配戴眼鏡
HOTARU（螢）（配音：川澄綾子）
女性咒紋士。外國人，為了學習日文而進入「The World」。
動畫版因為要治療豬驢而認識秀悟:其實是住在美國的13歲少年，父親是愛爾蘭系美國人，母親是日本人，外表有如女孩子一般美型，要判斷他的性別是不容易的事
漫畫中是男性，動畫則是女性
巴爾姆克 バルムンク（配音：檜山修之）
男性劍士，遊戲管理者，因做出許多稀奇古怪的遊戲企劃聞名。為過去傳說中隊伍「.hackers」的成員之一，外號「蒼天的巴爾姆克」。
他在特別任務的企畫中畫家他認為好笑的老頭子笑話，不過通常沒有人懂
動畫版在未歸還者事件中被CC公司上層調到其他部門，因為上層認為他有「偏袒玩家」的行為
列基 レキ（配音：保志總一朗）
男性咒療士，遊戲管理者。巴爾姆克的部下。
動畫版投靠神威，在巴爾姆克被調到其他部門後接替他成為系統管理者。自稱「神威的戀人」，但是仍將伺服器資料給了秀悟，並鼓勵巴爾姆克
奧拉 アウラ（配音：坂本真綾）
網路遊戲「The World」裡的女神。出手救過秀悟一命後，將黃昏的腕輪託付給他。
動畫版查知「The World」即將發生巨大的事件，並自行進行了抽獎活動，目的是讓「.hackers」的角色復活來拯救「The World」，在玲奈被送去未開放伺服器後將她的意識喚醒並予以保護，在玲奈被病毒侵蝕時告訴秀如何拯救玲奈
神威（配音：玉川紗己子）
女性重槍士，碧衣騎士團團長。
具有會對違規玩家進行公開處決的鐵腕作風
瑪姬 マギ（配音：白倉麻子）
女性咒療士，神威的部下。
柯靡漾3世 コミヤン3世（配音：菊池正美）
本名是小宮山（跟遊戲名稱「柯靡漾3世」諧音）
秀悟與玲奈的同學，動畫版他有提到玲奈轉學的事
玲奈的瘋狂愛慕者，除了嘴上一直說愛慕玲奈，還在七夕的願望寫著「請給我玲奈的襪子」
動畫版最後一戰時被改造怪物強制傳送，但也因為這樣秀悟發現他並沒有被病毒侵蝕的原因是因為他經常被「資料吸收」打中而變成不被病毒侵蝕的體質

### 動畫版登場角色
砂嵐三十郎
前「.hackers」成員，遇到秀悟還以為他是凱特本尊，後來成為鍛鍊秀悟的師父
銀漢
前「紅衣騎士團」分團長，因為救助秀悟而被神威抓住進行處決，被刪除前叫了昴的名字
在本作以來賓角色形式出現
茉露蒂（配音：坂本真綾）
放浪AI，可以利用「資料吸收」對遊戲區內的玩家進行無差別攻擊
尋求著何謂「真正的死」，最後為了保護美智而被秀悟的「資料吸收」擊中而消失
美智（配音：淺野真澄）
利用「迫近的黃昏」的四人中的其中一人，與茉露蒂一樣想尋求何謂「真正的死」
克幸
利用「迫近的黃昏」的四人中的其中一人
隼人
利用「迫近的黃昏」的四人中的其中一人
大輔
利用「迫近的黃昏」的四人中的其中一人

### 漫畫版登場角色
潔菲
ロングホーン
カズ
教導蕾娜及修格玩The World的鄰家哥哥，本名速水文和。
蜜絲托萊爾
威茲曼
凱特
黑玫瑰
歐卡
阿爾比雷歐
莉可莉絲
黑爾芭
W・B葉慈

### 外傳中登場角色
ブリギッド
RUMOR
フェアリー
路克

## 用語集
凱特的腕輪
奧拉給予秀悟的腕輪
具有改寫敵人資料的「資料吸收」以及可以進入各伺服器的「GATE HACKEING」能力
四年前
即前作「.hack//SIGN」
.hackers
流浪AI
ネットスラム
碧衣騎士團
データドレイン

## 出版書籍
- 第1卷 - 2002年7月29日、ISBN 978-4-04-713501-7
- 第2卷 - 2003年2月26日、ISBN 978-4-04-713534-5
- 第3卷 - 2004年4月1日、ISBN 978-4-04-713599-4
- Complete edition I - 2012年1月24日、ISBN 978-4-04-715616-6
- Complete edition II - 2012年1月24日、ISBN 978-4-04-715617-3

模型
hack//黄昏の腕輪伝説 レナ・スペシャルパック
- 2003年8月4日、ISBN 978-4-04-900754-1

## 動畫版

### 製作團隊
- 監督 - 澤井幸次
- 總監督 - 真下耕一
- 系列構成 - 西園悟
- 人物原案 - 貞本義行
- 人物設計 - 菊地洋子
- 怪物、服裝設計 - 門智昭
- 美術監督 - 海野よしみ
- 色彩設計 - 小島真喜子、佐藤節子
- 攝影監督 - 森下成一、五十嵐慎一
- 編輯 - 森田清次
- 音樂 - 吉野裕司、上野洋子
- 製作人 - 高城一典、森本浩二、島村涼
- 動畫製作 - BEE TRAIN
- 製作 - 讀賣廣告社、萬代影視

### 主題歌
片頭曲「NEW WORLD」
作詞・作曲 - 北川勝利 / 編曲 - ROUND TABLE / 歌・演奏 - ROUND TABLE featuring Nino
片尾曲「Emerald Green」
作詞 - 石川千亞紀 / 作曲・編曲 - 梶浦由記 / 歌 - See-Saw

### 各話列表
| 話數 | 日文標題 | 中文標題     | 腳本     | 分鏡     | 演出     | 作畫監督 |
| ---- | -------- | ------------ | -------- | -------- | -------- | -------- |
| 1    |          | 傳說的勇者   | 西園悟   | 澤井幸次 | 守岡博   | 菊地洋子 |
| 2    |          | 凱特的腕輪   | 西園悟   | 川面真也 | 川面真也 | 番由紀子 |
| 3    |          | 不死鳥的羽毛 | 西園悟   | 有江勇樹 | 有江勇樹 | 岩岡優子 |
| 4    |          | 七夕之夜     | 西園悟   | 黑澤雅之 | 黑澤雅之 | 大澤聡   |
| 5    |          | 恐怖之館     | 西園悟   | 黑川智之 | 黑川智之 | 門智昭   |
| 6    |          | 水蒸氣的圈套 | 大和屋曉 | 川面真也 | 川面真也 | 番由紀子 |
| 7    |          | 黃昏之月     | 西園悟   | 有江勇樹 | 有江勇樹 | 岩岡優子 |
| 8    |          | 孤高的騎士   | 西園悟   | 守岡博   | 守岡博   | 津幡佳明 |
| 9    |          | 崩壞的腳步聲 | 大和屋曉 | 黒澤雅之 | 黒澤雅之 | 大澤聡   |
| 10   |          | 幻影之都     | 大和屋曉 | 黑川智之 | 黑川智之 | 門智昭   |
| 11   |          | 世界的終焉   | 西園悟   | 守岡博   | 守岡博   | 番由紀子 |
| 12   |          | 傳說的開始   | 西園悟   | 澤井幸次 | 澤井幸次 | 菊地洋子 |

## 外部連結
- .hack公式網站（页面存档备份，存于）（日語）
- .hack//黄昏の腕輪伝説 Rena's Room（页面存档备份，存于）（日語）
- バンダイチャンネル
- .hack 人物辭典（页面存档备份，存于）（日語）